# Bagha Jatin
Bagha Jatin, nacido como Jatindranath Mukherjee (7 de diciembre de 1879 – 10 de septiembre de 1915) fue un filósofo revolucionario bengalí contra el reinado del Imperio Británico. Fue el líder principal del partido Yugantar, el principal grupo revolucionario de Bengala. Habiendo conocido personalmente al Príncipe Alemán en Calcuta, poco antes de la Primera Guerra Mundial, obtuvo la promesa de recibir armas y munición de Alemania; así, fue responsable del llamado Plan Alemán. Otra de sus contribuciones fue el adoctrinamiento de soldados indios de varios regimientos en favor de una insurrección.

## Primeros años
Jatin nació en Kayagram, un pueblo en la subdivisión Kushtia del distrito Nadia, en lo que hoy se conoce como Bangladés. Sus padres fueron Sharatshashi y Umeshchandra Mukherjee. Creció en su casa paterna de Sadhuhati, en el distrito de Jhenaidah, hasta los cinco años, cuando murió su padre. Instruido en estudios brahmánicos, a su padre le gustaban los caballos y era respetado por su fuerte personalidad. Sharatshashi se afincó en la casa de sus padres en Kayagram, con su marido y su hermana mayor Benodebala (o Vinodebala). Poeta dotada, criaba a sus hijos con afecto y severidad. Conocedora de los ensayos de los líderes intelectuales del momento como Bankimchandra Chatterjee y Yogendra Vidyabhushan, estaba al tanto de las transformaciones sociales y políticas de su tiempo. Su hermano Basantakumar Chatterjee ejercía y enseñaba derecho, y entre sus clientes se encontraba el poeta Rabindranath Tagore. Desde los catorce años, Tagore reclamaba en reuniones organizadas por su familia, iguales derechos para los ciudadanos indios dentro de vagones de tren y en lugares públicos. A medida que Jatin crecía, se ganó una reputación de valentía física y gran fuerza; generoso y alegre por naturaleza, le gustaba caricaturizar y representar obras mitológicas, interpretando los roles de personajes como Prajlad, Dhruva, Jánuman, Rash Jarish Chandra. No solo animó a varios dramaturgos a producir obras patrióticas para el escenario urbano, sino también alentó a los bardos de pueblo a difundir el fervor nacionalista en el campo. Jatin tenía un respeto natural por la criatura humana, sin importar la clase, la casta o la religión. Acarreó para una anciana aldeana musulmana un pesado haz de forraje y, al llegar a su choza, compartió con ella el único plato de arroz que tenía, y luego le envió algo de dinero cada mes.

## Estudiante en Calcuta
Luego de superar el examen de ingreso en 1895, Jatin entró en el Calcutta Central College (hoy Khudiram Bose College), para estudiar bellas artes. Paralelamente, tomó lecciones de estenotipia con Mr. Atkinson: una nueva capacidad que abría la posibilidad de una codiciada carrera. Pronto empezóa  visitar a Swami Vivekananda, cuyo pensamiento social y especialmente su visión de una India políticamente independiente, indispensable para el progreso espiritual de la humanidad, tuvieron gran influencia en Jatin. El Maestro le enseñó el arte de conquistar la libido antes de juntar un grupo de jóvenes voluntarios "con músculos de metal y nervios de acero", para servir a compatriotas miserables durante las hambrunas, epidemias e inundaciones, y crear clubs para el "desarrollo del hombre" en el contexto de una nación bajo la dominación extranjera. Pronto ayudaron a la Hermana Nivedita, la discípula irlandesa del Swami, en esta aventura. Según J. E. Armstrong, Superintendente de la Policía colonial, Jatin "le debía su posición preeminente en los círculos revolucionarios, no solo a sus cualidades de liderazgo, sino en gran medida a su reputación de ser un Brahmachari sin otro pensamiento más allá que la causa revolucionaria." Al notar este ardiente deseo de morir por una causa, Vivekananda envió a Jatin al gimnasio de Ambu Guha, en donde él mismo había practicado lucha. Jatin conoció aquí, entre otros, a Sachin Banerjee, hijo de Yogendra Vidyabhushan (un popular autor de biografías como Mazzini y Garibaldi), que se transformó en el mentor de Jatin. En 1900, su tío Lalit Kumar se casó con la hija de Vidyabhushan.